# Liste der Biografien/Os
Liste der Biografien |
Portal Biografien |
Personensuche
# |
A |
B |
C |
D |
E |
F |
G |
H |
I |
J |
K |
L |
M |
N |
O |
P |
Q |
R |
S |
T |
U |
V |
W |
X |
Y |
Z |
?
 
Oa |
Ob |
Oc |
Od |
Oe |
Of |
Og |
Oh |
Oi |
Oj |
Ok |
Ol |
Om |
On |
Oo |
Op |
Oq |
Or |
Os |
Ot |
Ou |
Ov |
Ow |
Ox |
Oy |
Oz
 
Osa |
Osb |
Osc |
Osd |
Ose |
Osg |
Osh |
Osi |
Osk |
Osl |
Osm |
Osn |
Oso |
Osp |
Osr |
Oss |
Ost |
Osu |
Osv |
Osw |
Osy |
Osz
Die Liste der Biografien führt alle Personen auf, die in der deutschsprachigen Wikipedia einen Artikel haben. Dieses ist eine Teilliste mit 10 Einträgen von Personen, deren Namen mit den Buchstaben „Os“ beginnt.

## Os
- Os, Alexander (* 1980), norwegischer Biathlet
- Os, Ben van (1944–2012), niederländischer Szenenbildner und Bühnenbildner
- Os, George Jacobus Johannes van (1782–1861), niederländischer Maler
- Os, Gerardus Antonius Joseph van (1911–2006), niederländischer Biochemiker
- Os, Jan van (1744–1808), niederländischer Blumenmaler
- Os, Joost van (1921–1984), niederländischer Jazzmusiker (Trompete, Kornett)
- Os, Maria Margaretha van (1779–1862), niederländische Malerin
- Os, Pieter Frederik van (1808–1892), niederländischer Landschafts- und Tiermaler
- Os, Pieter Gerardus van (1776–1839), niederländischer Tier- und Landschaftsmaler
- Os, Willibrord van (1744–1825), altkatholischer Erzbischof von Utrecht